# Narrative Science
Narrative Science, zu Deutsch „Erzählende Wissenschaft“, ist ein US-amerikanisches Technologieunternehmen, das 2010 von Stuart Frankel gegründet wurde. Durch Textgenerierung wandelt es, mit Hilfe der künstlichen Intelligenz „Quill“, Zahlen und Statistiken in natürliche Sprache um.

## Geschichte
Angefangen hat alles als ein Projekt an der Northwestern University mit einem Algorithmus namens StatsMonkey. Geschrieben wurde dieser Algorithmus von Studenten unter der Aufsicht von Kris Hammond und Larry Birnbaum, zwei Professoren an der genannten Universität. Baseballergebnisse wurden gesammelt, analysiert, ausgewertet und ein automatischer Text wurde generiert.
2010 gründete Stuart Frankel Narrative Science. Finanziert wurde der Start mit Spendengeldern. Einer der Hauptinvestoren war die CIA, mit der die Firma zusammenarbeitet.

## Produkte

### Quill
Quill ist eine fortschrittliche natürliche Spracherzeugungstechnologie bereitgestellt von künstlicher Intelligenz und als Software as a Service (SaaS) bereitgestellt. Automatisierte narrative Erzeugungsalgorithmen nehmen Rohdaten, ermitteln die Bedeutung der Daten und erzeugen dann leicht verständliche Beschreibungen und Erklärungen in natürlicher Sprache. Der Chefentwickler Kris Hammond erklärt den Prozess der Plattform als „Datenanalyse nach Sinn und Einsicht.“  Die Software verwendet bestimmte Gruppen von Daten um Nutzern die Fragen über den Zustand der Welt zu beantworten erklären. Bis heute kann Quill nur in Englisch schreiben.

### Quill Engage
Im März 2014 startete Narrative Science Quill Engage, eine kostenlose Google Analytics-Anwendung, die Berichte für Website-Besitzer in natürlicher Sprache liefert. Die Anwendung analysiert historische Daten und Trends aus Google Analytics, um sowohl wöchentliche als auch monatliche Berichte erstellen die in Erzählform geliefert werden. Quill Engage Berichte Kennzahlen und Leistungsindikatoren für die Nutzer, wie Content-Engagement, Web-Traffic und Quellen, Verweise, bezahlte Suche und Zielgruppensegmentierung. Die Technologie wird von  der Narrative Science Quill Plattform ausgeführt.

## Investoren
Narrative Science hat mehrere Investoren, darunter SAP und In-Q-Tel, der Beteiligungsfonds der CIA.

## Kundenkreis und Arbeitsfeld
CIA und Finanzmärkte sind Hauptzielgruppen. Als Hauptquellen zur Datenbeschaffung dienen z. B. das Forbes Magazine und das Wall Street.
„Quill“ wird auch im Fachbereich Journalismus eingesetzt. Zunächst werden Artikel über Sportergebnisse sowie Wetterberichte, also zahlenlastige Artikel, von Narrative Science verfasst. Doch Narrative Science hat seine Absicht bekundet, bis 2017 bereits den Pulitzer-Preis für herausragenden Journalismus gewinnen zu wollen.
Zu den Kunden zählen American Century Investments, Mastercard und der National Health Service von England.